# McCain Foods
McCain Foods Limited là một công ty đa quốc gia của Canada chuyên sản xuất thực phẩm đông lạnh, được thành lập vào năm 1957 ở Florenceville, New Brunswick, Canada.
Đây là nhà sản xuất các sản phẩm khoai tây đông lạnh lớn nhất thế giới. Các đối thủ cạnh tranh chính của công ty là Simplot và Lamb Weston.

## Lịch sử

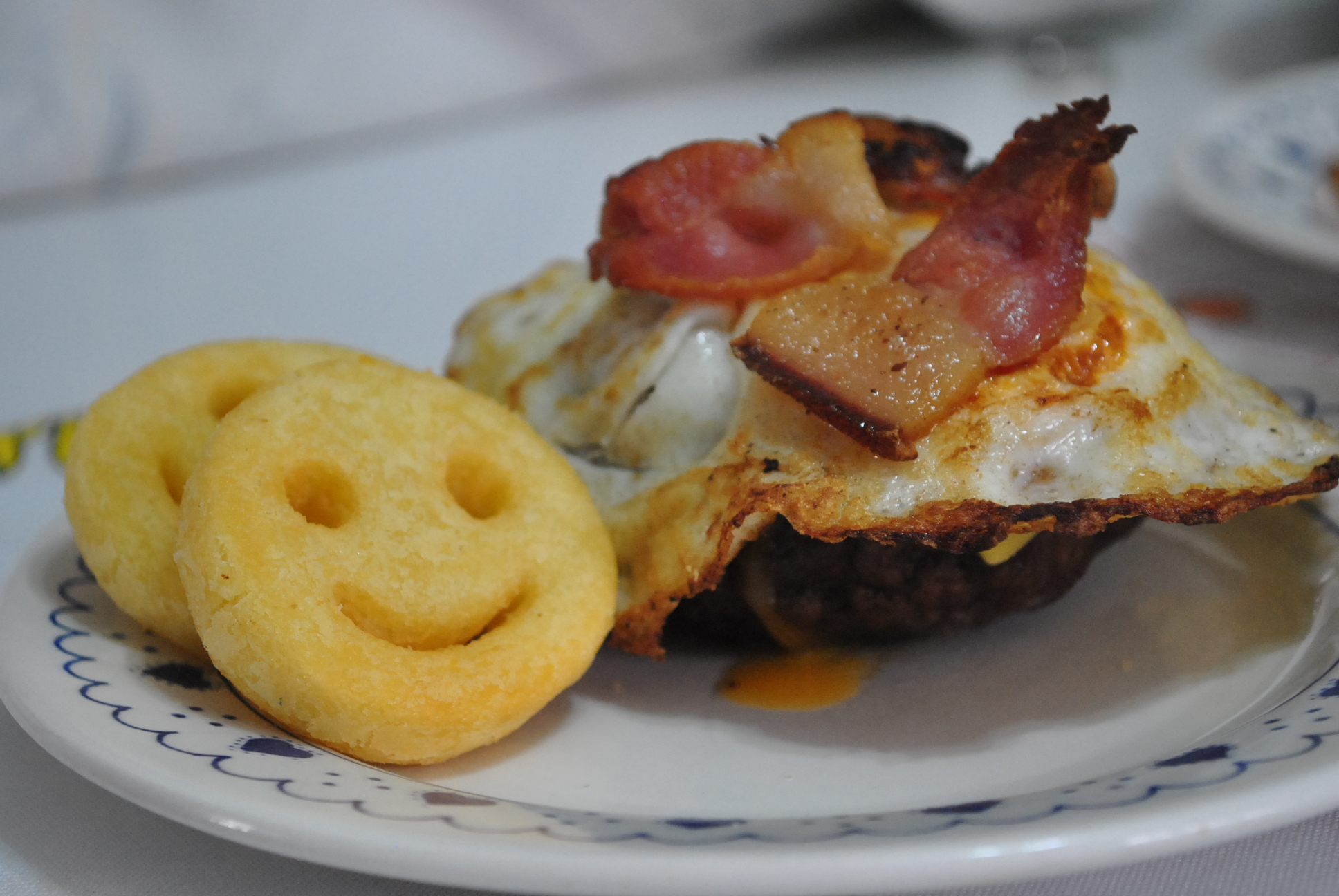
Một đĩa McCain Smiles, một miếng khoai tây nghiền hình khuôn mặt.

McCain Foods được đồng sáng lập vào năm 1957 bởi hai anh em Harrison McCain và Wallace McCain với sự giúp đỡ của hai người anh trai của họ.
Trong năm đầu tiên sản xuất, công ty đã thuê 30 nhân viên và thu về hơn 150.000 đô la doanh thu. Trong những năm 1970–1990, công ty đã mở rộng sang các thị trường thực phẩm chế biến sẵn khác bao gồm pizza và rau đông lạnh.
Tính đến năm 2017, công ty là nhà sản xuất các sản phẩm khoai tây đông lạnh lớn nhất thế giới và có hơn 20.000 nhân viên và 47 cơ sở sản xuất ở 6 châu lục. Công ty tạo ra doanh thu hàng năm hơn 8,5 tỷ đô la Canada.
Dựa trên doanh thu năm 2014, đây là công ty tư nhân lớn thứ 19 ở Canada, theo báo cáo về kinh doanh của tờ The Globe and Mail. Nancy McCain, thuộc gia đình McCain, đã kết hôn với cựu Bộ trưởng Bộ Tài chính Canada Bill Morneau. Năm 2020, McCain Foods đã giành được Giải thưởng Lausanne Index - Thực phẩm đóng gói Tốt nhất.

## Vận hành ở Vương quốc Anh
Công ty con của McCain Foods tại Vương quốc Anh có một nhà máy ở Scarborough, Bắc Yorkshire, và là nhà tài trợ trước đây của một sân vận động trong thị trấn cho đến khi đội bóng bị giải thể vào ngày 20 tháng 6 năm 2007. Ngoài ra còn có một nhà máy ở Whittlesey, Cambridgeshire và một kho lạnh ở Easton, Lincolnshire.
Một vụ kiện pháp lý trong đó Công ty TNHH Thực phẩm McCain (GB) kiện Công ty TNHH Eco-Tec (Châu Âu) đã được quyết định bởi Tối cao Pháp viện Vương quốc Liên hiệp Anh và Bắc Ireland vào năm 2011. McCain đã ra lệnh cho một hệ thống nhằm loại bỏ hydro sulfide từ khí biogas được sản xuất trong nhà máy xử lý nước thải của nó, điều này sẽ cho phép khí tạo ra năng lượng và nhiệt cho nhà máy Whittlesey. Hệ thống được chứng minh là "không thể vận hành thành công" và vì vậy McCain đã kiện đòi bồi thường. Phán quyết của tòa án xác nhận rằng Eco-Tec đã vi phạm hợp đồng của họ. Về mặt pháp lý, tòa án đã áp dụng một cách tiếp cận bao hàm rộng rãi đối với phạm vi tổn thất mà McCain phải gánh chịu và những thiệt hại do chúng gây ra, từ chối coi một số hạng mục là "thiệt hại do hậu quả" mà Eco-Tec tìm kiếm sự bảo vệ theo một hợp đồng với điều khoản loại trừ.